# Гай Фунданій Фундул
Гай Фунданій Фундул (лат. Gaius Fundanius Fundulus; ? — після 243 до н. е.) — політичний, державний і та військовий діяч Римської республіки під час Першої Пунічної війни, консул 243 року до н. е.

## Життєпис
Походив з плебейського роду Фунданіїв. Син Гая Фунданія Фундула і онук Квінта Фунданія. Про молоді роки мало відомостей.
У 248 році до н. е. його було обрано народним трибуном. У 246 році до н. е. став плебейським трибуном разом з Тиберієм Семпронієм Гракхом. Під час своєї каденції спільно з колегою притягнув до суду Клавдію, доньку Аппія Клавдія Цека, за образу народу. За це суд наклав великий штраф на Клавдію.
У 243 році до н. е. його було обрано консулом разом з Гаєм Сульпіцієм Галлом. Спочатку завершив відновлення римського флоту. Після цього вони вирушили на захід Сицилії. Тут намагалися захопити важливу фортецю Ерік та гори Ейрікте, яку обороняв карфагенський військовик Гамількар Барка. Втім спроби завдати рішучої поразки карфагенянам виявилися невдалими. Про непримиренність Фунданія свідчить його ставлення до ворога. Після однією з сутичок Барка запропонував перемир'я, щоб поховати полеглих карфагенських вояків. Фунданій відмовився. Коли склалися обставини, що Фунданій вже звернувся до Гамількара з проханням про перемир'я, щоб поховати вбитих римлян, Барка погодився, заявивши: «Я з мертвими не воюю».
Після завершення повноважень консула про подальшу долю Гая Фунданія Фундула нічого невідомо.